# Château du Dreors
Le château du Dreors est un édifice situé à Priziac en France.

## Localisation
Le château est situé sur le territoire de la commune de Priziac, au lieu-dit Le Dreors, dans le département du Morbihan en région Bretagne.

## Description
Vestiges d'un château datant du XVe siècle ou du XVIe siècle. Ses grandes chambres et ses vastes salles, aux cheminées monumentales, ses fenêtres à croisillons, sa tourelle très haute qui dominait le pays, ses lucarnes sculptées, faisaient de ce château bâti par les Le Scanff, une des plus belles demeures seigneuriales de son époque. En 1827, il comprenait encore un logis encadré de deux bâtiments parallèles, un colombier et une chapelle, un enclos à l'ouest des bâtiments. Le logis noble a été démonté et une partie de ses ruines ont été transportées à Pluvigner[Quand ?]. Il ne subsiste plus que les deux communs en équerre, dont l'un est très remanié,.

## Historique
Les vestiges du château sont inscrits à l'inventaire général du patrimoine culturel en 1969,.

## Galerie

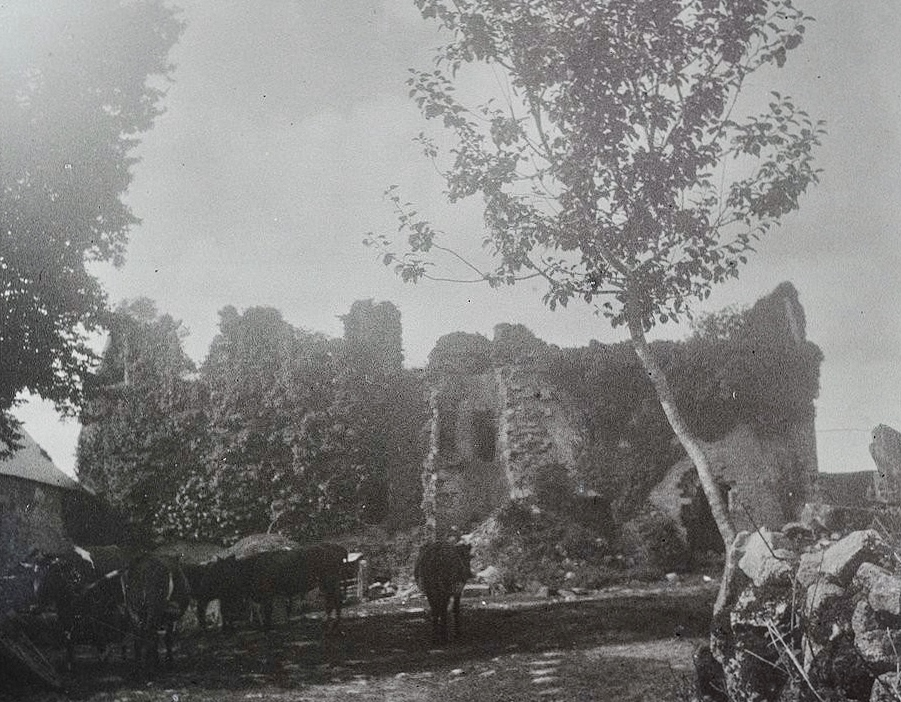
Les ruines du château en 1930.